# ロビー・マキュアン
ロビー・マキュアン（Robbie McEwen、1972年6月24日 - ）は、オーストラリア・クイーンズランド出身の自転車プロロードレース選手である。ステージレースを中心に活躍し、2002年、2004年、2006年のツール・ド・フランスでマイヨ・ヴェールを獲得するなどの実績を誇るスプリンター。現在はベルギーに妻、息子とともに居を構える。

## 経歴
ジュニア時代にBMXでオーストラリアチャンピオンに輝き、1990年に18歳でロードレース選手にへ転身し、経験を積んでいく。1994年にはオーストラリア・ナショナルチームのメンバーに初選出され、同年の世界選手権に出場した。そして1996年にラボランクと契約を結びプロデビュー。同年のアトランタオリンピックにも出場したが結果は23位だった。
翌年、ツール・ド・フランスに出場し、117位で完走した。以後も毎年のように同大会へ出場を続け、経験を積んでいく。1999年ツール・ド・フランスでは最終ステージで優勝、2000年のシドニーオリンピックでは19位という結果を残した。
そして2002年、パリ〜ニースで2勝をあげ、5月のジロ・デ・イタリアでも2勝をあげる。ツール・ド・フランスでもステージ2勝をあげたほかエリック・ツァベルと激しいポイント争いの末にマイヨ・ヴェールを獲得した。この年はツアー・ダウンアンダーでも4勝しポイント賞を獲得したほか、オーストラリア選手権でも初優勝する。さらに世界選手権でも2位に入るなどの大活躍を見せ、オーストラリアのサイクリスト・オブ・ザ・イヤーに選ばれ、一気にトップ選手の仲間入りを果たした。
2003年もジロ・デ・イタリアで2勝をあげる。2004年はツール・ド・フランスでステージ2勝をあげて2回目のポイント賞を獲得した。ジロ・デ・イタリアでも勝利したほか、マシュー・ホワイト、バーデン・クック、マイケル・ロジャース、スチュアート・オグレディとチームを組んでアテネオリンピックにも出場している。
2005年はジロ・デ・イタリアとツール・ド・フランスでそれぞれステージ3勝をあげたほか、オーストラリア選手権で2回目の優勝を果たした。2006年にもジロ・デ・イタリアステージ3勝。ツール・ド・フランスでもステージ3勝をあげて3回目のポイント賞に輝いた。
2007年もジロ・デ・イタリアとツール・ド・フランスでそれぞれ1勝する。
2008年はツール・ド・ロマンディで1勝、ツール・ド・スイスでは得意の「ただ乗り」を封印し、自チームのトレインに乗って2勝（スイスでは2003年から通算7勝目）、ジロ・デ・イタリアとツール・ド・フランスでは勝利を挙げられなかったが、ヴァッテンフォール・サイクラシックスで優勝、パリ〜ブリュッセルでは2005年から続く連覇を4に伸ばすなど30代後半ながら衰えを見せていない。(2008年現在、プロ通算184勝)
2009年からはチーム・カチューシャに移籍、しかし4月15日に行われたスヘルデプライスで残り200m地点で発生した大落車に巻き込まれ肋骨を骨折、ジロ・デ・イタリア欠場を余儀なくされた。さらに復帰直後のツール・ド・ベルギーの第2ステージにおいて、今度は道端の花壇に引っ掛かり激しく落車、左膝靱帯断裂の重傷を負ってしまいツール・ド・フランスの出場までキャンセルする事態になった。さらにブエルタ・ア・エスパーニャに至っては、ドーピング問題のためチーム自体が招待されなかった。結局移籍初年度は全グランツールを欠場、6月以降は膝の負傷が長引いた影響もありレースへの出場すらままならないまま不本意な形でシーズンを終えることになった。
2010年1月17日のツアー・ダウンアンダー(総合4位)からレースへと復帰。スヘルデプライス2位。ステージ優勝こそならなかったが、ジロ・デ・イタリアとツール・ド・フランスにも2年ぶりに出場、エネコ・ツアーでステージ1勝を挙げた。
2011年からは、母国の新チームペガサス・スポーツに加入する予定であったが、同チームがUCIプロツアーライセンスはおろかプロフェッショナルコンチネンタルチームライセンスの取得も逃す結果となったため、急遽チーム・レディオシャックに加入することになった。
2012年は母国の新チーム、グリーンエッジに加入したが、当年5月に行われたツアー・オブ・カリフォルニアを最後に現役を引退することになった。

## レーススタイル

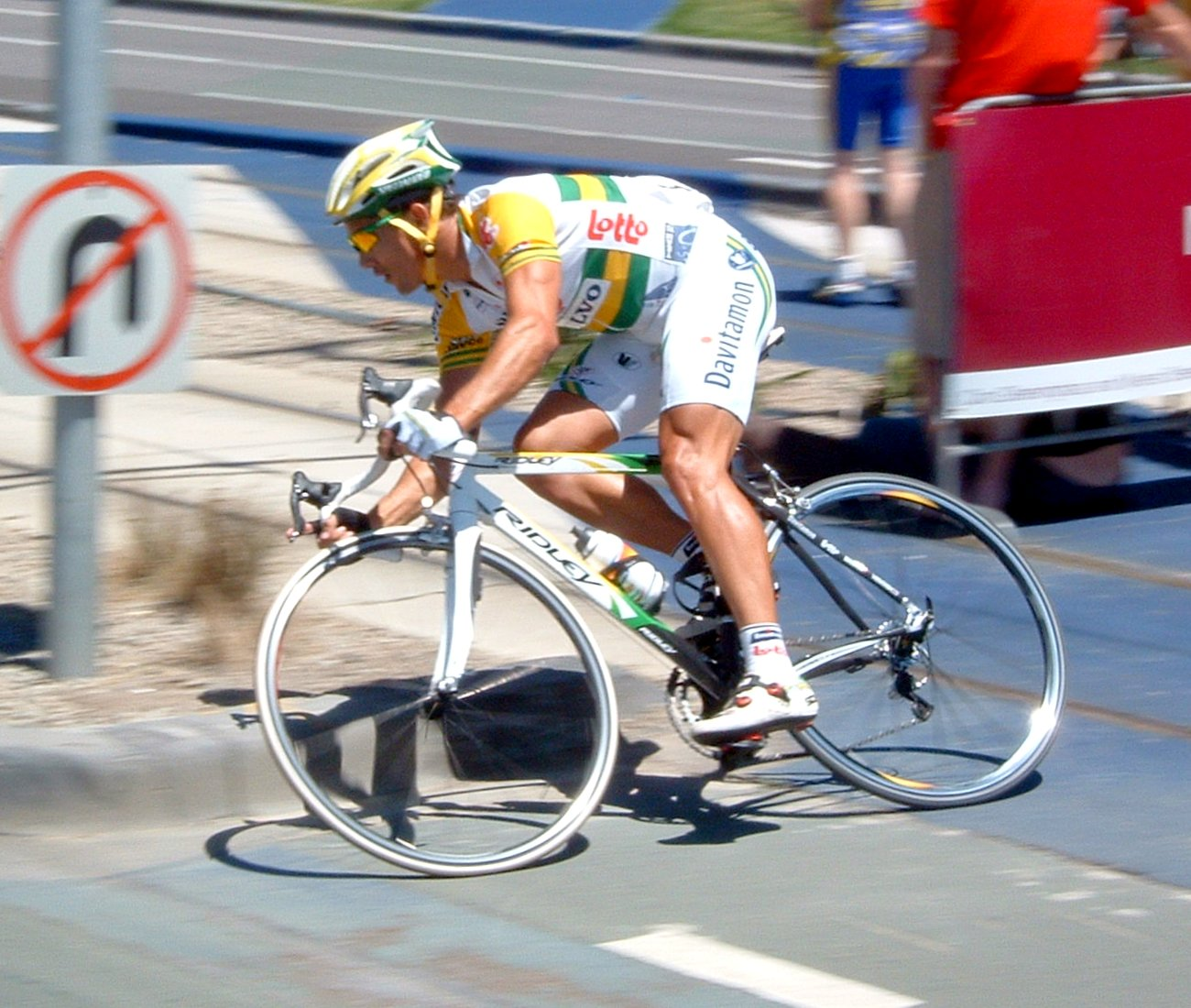
2006年

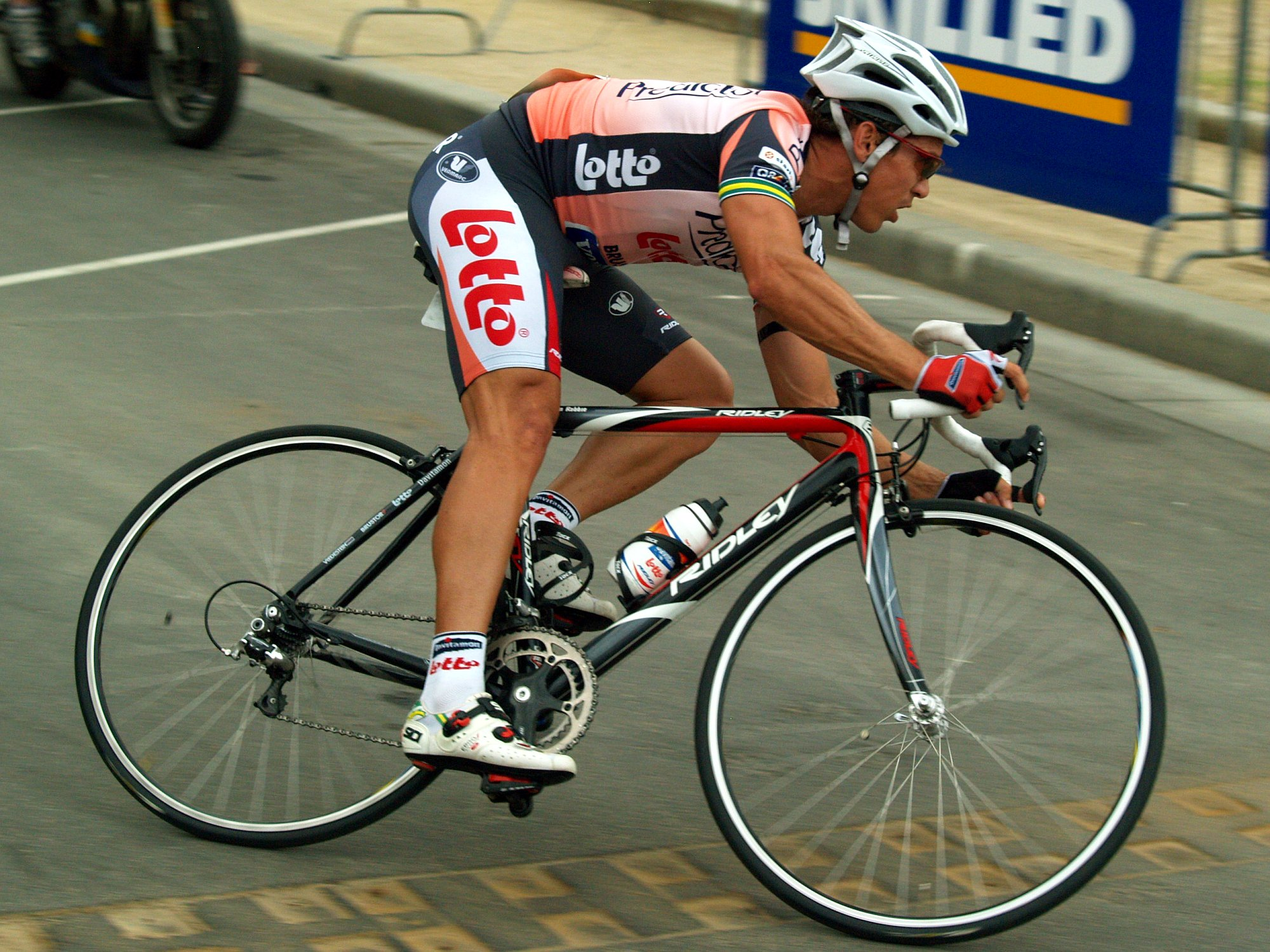
2007年

170cmちょっととスプリンターとしては小柄な体格だが、BMXで養ったバイクコントロールと爆発的な加速を活かし、選手が密集した高速スプリントにおいても巧みにロードバイクを操り、反則寸前の鋭い斜行やわずかな隙間からの果敢な抜け出しを見せて勝利する。また、他チームの選手たちの後ろに張り付いて風除けにし、ゴール寸前に飛び出して勝つことも多い。
アシスト選手をほとんど使うことがなく、単独で勝ちにいくという近年では珍しいスプリンターだったが、カチューシャ移籍後はトレインを駆使するスタイルをメインにしているものの、ツアー・ダウンアンダー2010ではチームスカイのトレインにただ乗りして3位に入るなど、自前のトレインが出来なくても勝負に行けるタイプである。
その反面、上りは苦手としており、山岳ステージでは失格にならないギリギリのタイムでゴールすることが多く、純粋なスプリンターといえる。
また、ステージレースでの輝かしい実績に比べるとワンデーレースでの実績 はいささか見劣りし、特にクラシックと呼ばれるような伝統あるワンデーレースは全く勝つことができずにいたが、2008年にようやくヴァッテンフォール・サイクラシックスで優勝を果たしている。

## エピソード
- バイクコントロールの巧みさは世界でも有数であり、競技中やゴール時にウィリー[5] やバニーホップといったパフォーマンスを見せることもある。
- 2005年のツール・ド・フランス第3ステージではゴールスプリントでスチュアート・オグレディに頭突きを繰り返し、ステージ2位から最終順位への降格と200スイスフランのペナルティを受けたことがある。
- 上りを苦手とする選手たちは、山岳ステージではグルペットを形成してゴールを目指すが、そのときマキュアンが指揮していることが多いため、解説者の栗村修は、これを「マキュアン友の会」と名付けており、マキュアンを「友の会会長」と呼んでいる。近年ではマキュアン自身も「Kaicho」を自称することがある[6][7]。2012年にはジャパンカップサイクルロードレースの中の企画として、一般のサイクリストがマキュアンとともにグルペットを体験する「マキュアン友の会スペシャル」が行われた[8]。

## 所属チーム
- 1996-1999年　ラボバンク
- 2000年　ファームフリッツ
- 2001年　ドモ・ファームフリッツ
- 2002年　ロット・アデッコ
- 2003-2004年　ロット・ドモ
- 2005-2006年　ダヴィタモン・ロット
- 2007年　プレディクトール・ロット
- 2008年　サイレンス・ロット
- 2009-2010年 チーム・カチューシャ
- 2011年 チーム・レディオシャック
- 2012年 オリカ・グリーンエッジ

## 主な成績

### グランツール
- ツール・ド・フランス　ポイント賞（2002年、2004年、2006年）
- ジロ・デ・イタリア　通算12勝
- ツール・ド・フランス　通算12勝

- 1999年　ツール・ド・フランス1勝
- 2002年　ジロ・デ・イタリア2勝　ツール・ド・フランス2勝
- 2003年　ジロ・デ・イタリア2勝
- 2004年　ジロ・デ・イタリア1勝　ツール・ド・フランス2勝
- 2005年　ジロ・デ・イタリア3勝　ツール・ド・フランス3勝
- 2006年　ジロ・デ・イタリア3勝　ツール・ド・フランス3勝
- 2007年　ジロ・デ・イタリア1勝　ツール・ド・フランス1勝

### ステージレース
- 2002年　パリ〜ニース2勝
- 2003年　ツール・ド・スイス1勝
- 2004年　ツール・ド・スイス2勝
- 2007年　ティレーノ〜アドリアティコ1勝　ツール・ド・ロマンディ1勝　ツール・ド・スイス1勝　エネコ・ツアー1勝
- 2008年　ツール・ド・ロマンディ1勝　ツール・ド・スイス2勝
- 2010年　エネコ・ツアー1勝

### ワンデイレース
- 世界選手権2位（2002年）
- オーストラリア選手権優勝（2002年、2005年）
- ヴァッテンフォール・サイクラシックス優勝（2008年）